# Dantes

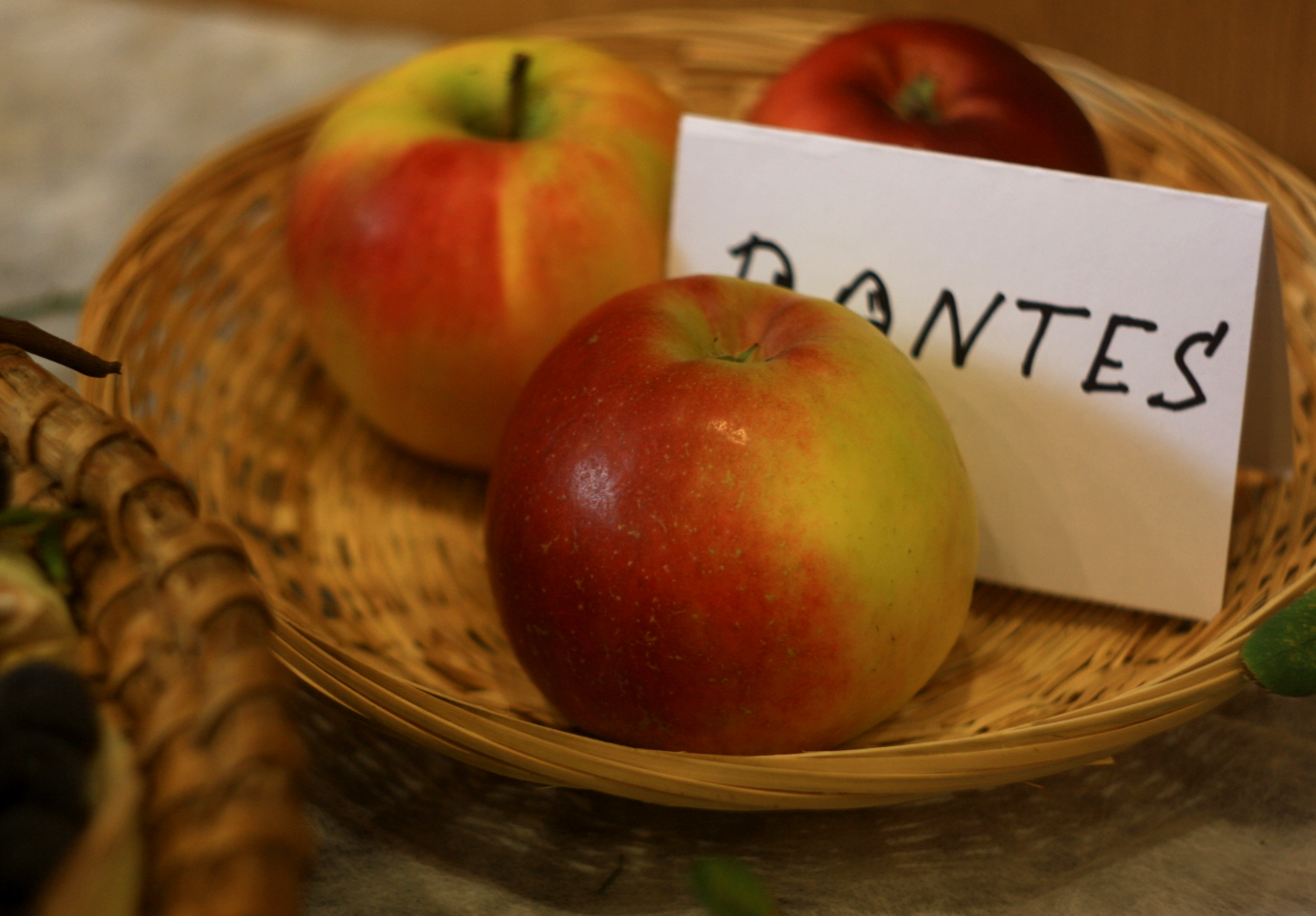
odrůda Dantes

Dantes (Malus domestica 'Dantes') je ovocný strom, kultivar druhu jabloň domácí z čeledi růžovitých. Plody jsou řazeny mezi odrůdy zimních jablek, sklízí se v září, dozrává v říjnu, skladovatelné jsou do konce ledna. Odrůda je považována za rezistentní vůči některým chorobám, odrůdu lze pěstovat bez chemické ochrany. Pro odrůdu jsou doporučeny bujněji vzrůstnější odrůdy.

## Historie

### Původ
Byla vyšlechtěna v ČR. Odrůda vznikla zkřížením odrůd 'Príma' a křížence OH. Odrůdu zaregistrovala firma firma Ing. Petr Hajduček – Uniplant, Skrbeň, v roce 2003.

## Vlastnosti

### Růst
Růst odrůdy je středně bujný. Koruna během vegetace silně zahušťuje, takže pravidelný letní řez je nezbytný. Plodonosný obrost je na krátkých výhonech, probírka plůdků je vhodná.

## Plodnost
Plodí záhy, mnoho, a je li prováděna probírka plůdků, tak i pravidelně.

## Plod
Plod je kuželovitý, střední. Slupka středně silná, silně mastná, světležluté zbarvení je překryté červenou barvou. Dužnina je krémová, se sladce navinulou chutí.

## Choroby a škůdci
Odrůda je rezistentní proti strupovitostí jabloní a středně odolná k padlí. V teplejších oblastech ČR je odolnost vůči padlí malá.

## Použití
Je vhodná ke skladování a přímému konzumu. Odrůdu lze použít do všech poloh.